# Ars Aequi (uitgeverij)
Stichting Ars Aequi is een Nederlandse uitgeverij van juridische boeken en van het maandblad Ars Aequi. 
Ars Aequi richt zich op rechtenstudenten en heeft geen winstoogmerk.
De naam Ars Aequi is latijn en betekent "de kunst van het billijke". "Ars aequi" wordt meestal aangevuld met "et boni", de Nederlandse vertaling van het geheel luidt de "kunst van het billijke en het goede" en daarmee wordt het recht bedoeld.